# Christian Lutete
Claude Christian Lutete IV (nacido en  Washington D. C., el 9 de octubre de 1996) es un baloncestista estadounidense con nacionalidad congoleña. Con una altura de 1,96 metros, se desempeña en la posición de escolta en las filas del Grupo Alega Cantabria de la Liga LEB Oro. Es internacional con la República Democrática del Congo.

## Trayectoria
Lutete VI creció en Silver Spring (Maryland) y es un escolta formado en el McKinley Technology High School de Washington D. C. y en la Phillips Exeter Academy de Exeter (Nuevo Hampshire) hasta 2015, cuando ingresó en la Universidad de Radford, institución académica ubicada en Radford, Virginia, donde jugaría durante dos temporadas la NCAA con los Radford Highlanders, desde 2015 a 2017.
Tras una temporada en blanco, en 2018 ingresa en la Universidad de Massachusetts Lowell, situada en Lowell (Massachusetts), donde jugaría durante dos temporadas la NCAA con los UMass Lowell River Hawks, desde 2018 a 2020.
El 29 de julio de 2020, Lutete firmó su primer contrato profesional con el BC CSU Sibiu de la Liga Națională, en el que promedió 8,6 puntos y 2,1 rebotes por partido. 
El 28 de febrero de 2021, Lutete firmó con el KB Bashkimi de la ETC Superliga, la máxima categoría del baloncesto kosovar.
En la temporada 2021-22, firma por el Kauhajoki Kobrat Kouvot de la Korisliiga.
En la temporada 2022-23, firma por el ALM Évreux Basket de la LNB Pro B francesa.
En la temporada 2023-24, firma por el Nantes Basket Hermine de la LNB Pro B francesa.
En la temporada 2024-25, firma por el Bosna Sarajevo de la Liga de baloncesto de Bosnia y Herzegovina.
El 23 de julio de 2025, firma por el Grupo Alega Cantabria de la Primera FEB.

### Selección nacional
Lutete debutó con la Selección de baloncesto de la República Democrática del Congo en julio de 2022, en la clasificación para la Copa Mundial de Baloncesto FIBA 2023. El 2 de julio, anotó 19 puntos y capturó 6 rebotes en la victoria por 72-60 sobre Senegal.